# Kungälvs församling
Kungälvs församling var en församling i Göta Älvdalens kontrakt i Göteborgs stift. Församlingen låg i Kungälvs kommun i Västra Götalands län och ingick i Kungälvs pastorat. 2015 uppgick församlingen i Kungälv-Ytterby församling.

## Administrativ historik
Församlingen bildades 1127 genom utbrytning ur Ytterby församling. Före 1613 var namnet Kongahälla församling. På 1300-talet utbröts Nicolai församling som återgick på 1550-talet. 
Församlingen var på medeltiden i ett pastorat med Ytterby församling som moderförsamling och därefter åtminstone från 1500-talet som moderförsamling i samma pastorat, som också omfattade Rödbo församling från omkring 1640 till 1974. 2015 uppgick församlingen i Kungälv-Ytterby församling.
Den 1 januari 1992 överfördes ett område med 20 personer från Ytterby församling till Kungälvs församling och ett område med 751 personer till Kungälvs församling från Kareby församling.

## Kyrkobyggnader
- Kungälvs kyrka
- Kastalakyrkan
- Munkegärdekyrkan

### Fotnoter
1. ↑  Nationell Arkivdatabas Referenskod: SE/148201000, läst: 22 augusti 2018.[källa från Wikidata]
2. 1 2  Medlemmar i Svenska kyrkan i förhållande till folkmängd den 31.12.2014 per församling, kommun och län samt riket, Svenska kyrkan, läs online.[källa från Wikidata]
3. ↑  ”Förteckning (Sveriges församlingar genom tiderna)”. Skatteverket. 1989. http://www.skatteverket.se/privat/folkbokforing/omfolkbokforing/folkbokforingigaridag/sverigesforsamlingargenomtiderna/forteckning.4.18e1b10334ebe8bc80003999.html. Läst 17 december 2013.
4. ↑  ”Församlingar”. Statistiska centralbyrån. https://www.scb.se/hitta-statistik/regional-statistik-och-kartor/regionala-indelningar/forsamlingar/. Läst 30 december 2022.
5. ↑  Statistiska centralbyrån: Befolkningsstatistik 1991 Del 1 Folkmängden och dess förändringar i kommuner och församlingar m m Arkiverad 2 april 2015 hämtat från the Wayback Machine. Bilaga 2, avdelning c, sida 186 (Läst 25 mars 2015)